# Sipacapa
Sipacapa (früher auch San Bartolomé Sipacapa) ist ein Dorf und ein Municipio im Departamento San Marcos in Guatemala. Der Ort liegt rund 330 km nordwestlich von Guatemala-Stadt und etwa 70 km nördlich der Departamentshauptstadt San Marcos im Hochland der Sierra Madre auf 1970 Metern Höhe. 
Sipacapa ist von San Marcos aus über eine Landstraße zu erreichen, die östlich des Vulkans Tajumulco über La Grandeza, Serchil und Tejutla in den abgelegenen Norden des Departamentos führt. In dem 152 km² großen Municipio leben rund 18.000 Menschen, davon der weit überwiegende Teil auf dem Land. Knapp die Hälfte der Bevölkerung gehört einer Maya-Volksgruppe an, die Sipakapensisch spricht. Subsistenzwirtschaft ist die Regel. Von Bedeutung ist auch der von nordamerikanischen Unternehmen betriebene Bergbau (Marlin mine, Abbau von Gold und Silber). Neben dem Hauptort besteht das Municipio aus den Landgemeinden (Aldeas) Cancil, Chual, Escupija, Estancia, Pie de La Cuesta, Poj, Pueblo Viejo, Queca, Quequesiguan, San Isidro Setiva und Tres Cruces mit insgesamt über 40 Weilern. Den Osten des Municipios durchquert der Oberlauf des Río Cuilco, der dann in den Río Grijalva mündet und damit das große mexikanische Wasserkraftwerk La Angostura speist.
Sipaca wurde um 1710 gegründet und trug während der Kolonialzeit den Namen San Bartolomé Sipacapa, was dem Brauch entsprach, der indigenen Ortsbezeichnung einen spanischen Namen mit religiösem Bezug voranzustellen. Sipacapa wurde 1765 durch ein Erdbeben zerstört, dann aber wieder aufgebaut. Zwischen 1937 und 1945 gehörte Sipacapa als Landgemeinde (Aldea) zum Municipio Tejutla, seither ist es wieder ein eigenständiges Municipio.
Angrenzende Municipios sind San Miguel Ixtahuacán im Nordwesten und Comitancillo im Südwesten sowie die Municipios Cabricán und San Carlos Sija im Süden und Osten (beide im benachbarten Departamento Quetzaltenango) und Malacantancito im Nordosten (Departamento Huehuetenango).